# Denali (band)
Denali was een Amerikaanse indieband, geformeerd in april 2000 in Richmond (Virginia). De band stopte in 2004, maar kwam in 2008 weer samen voor verschillende optredens.

## Bezetting
- Cam DiNunzio[3]
- Jonathan Fuller[4]
- Keeley Davis[5]
- Maura Davis[6]
- Stephen Howard
- Ryan Rapsys

## Geschiedenis
De band is opgericht door Cam DiNunzio, Jonathan Fuller, Keeley Davis en Maura Davis. Ze namen een demo op met vijf nummers in januari 2001 en tekenden later dat jaar bij Jade Tree Records. Denali bracht hun titelloze debuutalbum uit in 2002. In augustus 2003 brachten ze hun tweede album The Instinct uit. Kort na het uitbrengen van het album verlieten Jonathan Fuller en Keeley Davis de band om hun aandacht te richten op Engine Down. Davis werd vervangen door Stephen Howard en Ryan Rapsys verving Fuller. De nieuwe bandconfiguratie leidde er uiteindelijk echter toe dat Denali in april 2004 uit elkaar ging. In 2006 bracht Lovitt Records de dvd Pinnacle uit, met een concert uit 2003. In november 2004 vormden Maura Davis, Ryan Rapsys, Stephen Howard en nieuw lid Matt Clark de band Bella Lea. Later veranderden ze hun naam in Ambulette. Maura & Keeley herenigd als bandleden in Glös. Ze brachten hun debuutalbum uit via Lovitt Records in 2007. Denali voerde een reünieshow uit op 5 juli 2008 in The National Theatre in Richmond, Virginia. Dit werd gevolgd door nog twee shows in september in New York. In juni 2009 werden twee extra shows uitgevoerd in Philadelphia (Pennsylvania) en Washington D.C. Een nieuw nummer werd gespeeld op deze shows, online vermeld onder de naam Church Hill Bricks.

## Discografie

### Studioalbums
- 2002: Denali
- 2003: The Instinct

### Demo's
- 2001: Demonstration

### Andere optredens
- 2004: Rock Against Bush, Vol. 1
  - Normal Days van The Instinct (track 20)

## Videografie
- 2006: Pinnacle (Concert DVD)